# Iouri Krasnojan
Iouri Anatoliévitch Krasnojan (en russe : Юрий Анатольевич Красножан, en transcription anglaise : Yuri Anatolyevich Krasnozhan) est un footballeur et entraîneur de football russe né le 7 juin 1963 à Naltchik. Il est sélectionneur de l'équipe de Russie féminine.

## Biographie

### Carrière de joueur
Natif de Naltchik, c'est dans cette même ville qu'Iouri Krasnojan effectue sa formation au sein de l'équipe locale de l'Elbrous. Il rejoint en 1980 le Spartak Naltchik avec qui il évolue en deuxième puis en troisième division soviétique pendant cinq saisons, disputant 95 matchs pour trois buts marqués, avant de mettre sa carrière de côté en 1984 pour se concentrer sur ses études. Il participe par la suite activement à la fondation de l'Etalon Baksan (qui devient par la suite l'Avtozaptchast), dont il intègre l'effectif à partir de 1990, contribuant à l'entrée du club dans le monde professionnel en disputant la nouvelle troisième division russe en 1992. Après quatre saisons avec l'équipe, pour 90 matchs et 6 buts, Krasnojan met un terme définitif à sa carrière lors de la saison 1994, à l'âge de 31 ans.

### Carrière d'entraîneur
Iouri Krasnojan intègre dès 1993 l'encadrement technique de l'Avtozaptchast Baksan et y reste pendant quatre années avant de s'en aller en 1997 après la dissolution de l'équipe professionnelle du club. Il rejoint ensuite le Spartak Naltchik en 1999, où il devient dès l'année suivante entraîneur de la réserve du club, qui évolue au niveau amateur en quatrième division. Il occupe ce poste jusqu'au mois de février 2004, date qui le voit être nommé à la tête de l'équipe première du club, qui dispute quant à elle la deuxième division. Finissant douzième du championnat pour sa première saison, il amène dès l'année suivante l'équipe à la deuxième place du classement derrière le Luch-Energia Vladivostok et lui permet ainsi d'être promu en première division pour la première fois de son histoire. Il parvient par la suite à maintenir le club de manière constante au sein de l'élite du football russe, terminant notamment sixième lors de la saison 2010, à quatre points d'une éventuelle qualification en Ligue Europa. Il atteint également les quarts de finale de la Coupe de Russie en 2007, mais est cependant vaincu par le CSKA Moscou, futur vainqueur de la compétition.
Après un peu moins de sept années de service, Krasnojan quitte finalement Naltchik en fin d'année 2010 pour rejoindre le Lokomotiv Moscou dans le cadre de la saison 2011-2012. Son passage s'avère cependant de très courte durée, l'entraîneur étant renvoyé de son poste dès le mois de juin 2011 après seulement onze matchs joués, tandis que le club se place cinquième en championnat, la raison officiellement citée par le club étant des « négligences dans son travail ». En parallèle, des rumeurs dans les médias affirment que Krasnojan a été suspecté par sa direction d'avoir volontairement perdu la rencontre du 27 mai face à l'Anji Makhatchkala, ce qui aurait été la réelle raison de son renvoi. La fédération russe ne donne cependant pas suite à l'affaire.
Peu après son départ du Lokomotiv, Krasnojan est nommé à la tête de la nouvellement refondée deuxième équipe de la sélection russe dès le mois de juillet 2011, qu'il dirige pendant six rencontres jusqu'à sa dissolution en septembre 2012, affichant un bilan de cinq victoires pour un match nul. Il rejoint en parallèle l'Anji Makhatchkala à la fin du mois de décembre 2011 mais démissionne à peine un mois et demi plus tard le 13 février 2012 en raison de mauvaises relations avec certains de ses joueurs, n'ayant jamais dirigé le moindre match officiel durant cette période. Il est par la suite nommé à la tête du Kouban Krasnodar au mois d'août, passant quatre mois au club avant d'être renvoyé sur décision de l'investisseur principal en janvier 2013, alors que l'équipe se classe quatrième en championnat.
Krasnojan retrouve un poste dès le mois de mai 2013 en devenant l'entraîneur du Terek Grozny pour la saison 2013-2014. Après un début d'exercice difficile qui voit le club pointer en quatorzième position avec seulement une victoire en quatorze rencontres, il est démis de ses fonctions à la fin du mois d'octobre suivant. Il devient au mois de février 2014 le nouveau sélectionneur de l'équipe nationale du Kazakhstan et il dirige notamment l'équipe au cours des éliminatoires de l'Euro 2016, qui la voit terminer avant-dernière du groupe A avec une seule victoire face à la Lettonie. Se voyant proposer une prolongation de son contrat pour deux années supplémentaires mais décide finalement de s'en aller en fin d'année 2015. Il prend par la suite une pause de deux ans avant de reprendre du service en février 2018 en prenant la tête du FK Khimki, avec qui il termine treizième de la deuxième division avant de s'en aller au terme de son contrat à la fin du mois de mai suivant.
Le 30 décembre 2020, il est nommé sélectionneur de l'équipe nationale russe féminine.

## Statistiques

### Statistiques de joueur
| Saison                | Club                  | Championnat           | Championnat | Championnat | Coupe(s) nationale(s) | Coupe(s) nationale(s) | Total | Total |
| Saison                | Club                  | Division              | M.          | B.          | M.                    | B.                    | M.    | B.    |
| 1980                  | Spartak Naltchik      | D2                    | 3           | 0           | -                     | -                     | 3     | 0     |
| 1981                  | Spartak Naltchik      | D3                    | 28          | 0           | -                     | -                     | 28    | 0     |
| 1982                  | Spartak Naltchik      | D3                    | 22          | 0           | -                     | -                     | 22    | 0     |
| 1983                  | Spartak Naltchik      | D3                    | 29          | 2           | -                     | -                     | 29    | 2     |
| 1984                  | Spartak Naltchik      | D3                    | 13          | 1           | -                     | -                     | 13    | 1     |
| Sous-total            | Sous-total            | Sous-total            | 95          | 3           | -                     | -                     | 95    | 3     |
| 1991                  | Etalon Baksan         | D4                    | 32          | 3           | -                     | -                     | 32    | 3     |
| 1992                  | Avtozaptchast Baksan  | D3                    | 39          | 2           | 1                     | 0                     | 40    | 2     |
| 1993                  | Avtozaptchast Baksan  | D3                    | 11          | 0           | 1                     | 0                     | 12    | 0     |
| 1994                  | Avtozaptchast Baksan  | D4                    | 6           | 1           | -                     | -                     | 6     | 1     |
| Sous-total            | Sous-total            | Sous-total            | 88          | 6           | 2                     | 0                     | 90    | 6     |
| Total sur la carrière | Total sur la carrière | Total sur la carrière | 183         | 9           | 2                     | 0                     | 185   | 9     |

### Statistiques d'entraîneur
| Spartak-2 Naltchik | 2000             | 10 février 2004  | 128 | 51  | 21  | 56  | 39,8 |
| Spartak Naltchik   | 11 février 2004  | 29 novembre 2010 | 245 | 89  | 68  | 88  | 36,3 |
| Lokomotiv Moscou   | 13 décembre 2010 | 6 mai 2011       | 11  | 5   | 3   | 3   | 45,4 |
| Anji Makhatchkala  | 27 décembre 2011 | 13 février 2012  | 0   | 0   | 0   | 0   | 0,0  |
| Kouban Krasnodar   | 16 août 2012     | 8 janvier 2013   | 17  | 10  | 2   | 5   | 58,8 |
| Terek Grozny       | 27 mai 2013      | 28 octobre 2013  | 14  | 1   | 6   | 7   | 7,1  |
| Kazakhstan         | 7 février 2014   | 31 décembre 2015 | 17  | 3   | 6   | 8   | 17,6 |
| FK Khimki          | 9 février 2018   | 31 mai 2018      | 13  | 4   | 1   | 8   | 30,8 |
| Total              | Total            | Total            | 445 | 163 | 107 | 175 | 36,6 |